# Phillips Holmes
Phillips Holmes, född 22 juli 1907 i Grand Rapids, Michigan, död 12 augusti 1942 i Ontario, Kanada. Holmes hade under 1930-talets första hälft en kort men framgångsrik karriär som skådespelare i Hollywoodfilmer. Han medverkade i flera av de kända filmer som gjordes innan produktionskoden togs i bruk 1934, men vid hans sista film 1938 hade stjärnglansen svalnat. Holmes dog i en flygolycka 1942.
Phillips Holmes har en stjärna för filminsatser på Hollywood Walk of Fame.

## Filmografi, urval
- 1931 – En amerikansk tragedi
- 1932 – Bekänn!
- 1932 – Den brustna melodien
- 1933 – Ett farligt vittne
- 1933 – G.W. Service, London
- 1933 – Middag kl. 8
- 1933 – Skönhet till salu